# Newcastle Eagles
I Newcastle Eagles sono una società cestistica avente sede a Newcastle upon Tyne, in Inghilterra.
Militano nella massima divisione del Regno Unito, la British Basketball League.

## Palmarès
- British Basketball League: 7

2004-2005; 2005-2006; 2006-2007; 2008-2009; 2011-2012; 2014-2015, 2020-2021
- BBL Trophy: 7

2004–05, 2005–06, 2008–09, 2009–10, 2011–12, 2014–15, 2019-20
- BBL Cup: 6

1990–91, 2005–06, 2011–12, 2014–15, 2015–16, 2016–17

## Cestisti
- Bryan Defares 2007-2008